# Burgstall Marklkofen II
Der  Burgstall Marklkofen II bezeichnet eine abgegangene mittelalterliche Wasserburg in Marklkofen, einer niederbayerischen Gemeinde im Landkreis Dingolfing-Landau. Er liegt 160 m südwestlich von der Pfarrkirche Mariä Himmelfahrt. Er wird als Bodendenkmal unter der Aktennummer D-2-7441-0242 im Bayernatlas als „verebneter Wasserburgstall des Mittelalters“ geführt.

## Beschreibung
Auch dieser Burgstall liegt nahe der Vils. Nach dem Urkataster von Bayern befand sich hier eine quadratische Anlage mit einer Seitenlänge von ca. 70 m, nach innen ist ein Graben von etwa 20 m Breite zu erkennen. Der Zugang erfolgte von der Ostseite. Von den Gebäuden, die noch im Urkataster von Bayern abgebildet waren, ist nichts mehr zu sehen. Heute befindet sich das ehemalige Burgareal nördlich der Hauptstraße und besteht vollständig aus einer Wiese.

## Geschichte
Dieser Sitz wurde 1752 „Sitz Märchelkouen“ genannt und beschreibt die hofmärkischen Untertanen der Frauenberger bzw. Frauenhofer zu Poxau. Von dem Freiherrn Adam Lorenz Wolfgang von Fraunhofen wurden  die herrschaftlichen Untertanen durch Testament im Jahre 1719 für die Familien der Frauenberger, Fraunhofer und Closen zusammen mit der Hofmark Poxau zu einem Fideikommiss. 1745 fiel der Sitz an Ludwig Freiherrn von Fraunhofen.
In Marklkofen befanden sich vier Adelssitze (Burgstall Marklkofen I, Burgstall Marklkofen II, Schloss Marklkofen, eventuell Turmhügel Marklkofen). Im 19. Jahrhundert sind alle aufgegeben worden, da die Einnahmen aus den zugehörenden Liegenschaften gering waren und nur wenig einbrachten. Alle sind im 19. Jahrhundert von ihren Besitzern auf Abbruch verkauft worden.